# プレブジャルガル・ルハムデグド
プレブジャルガル・ルハムデグド（Purevjargal Lkhamdegd 1986年9月8日- ）はモンゴルのウランバートル出身の柔道選手。階級は78kg級。身長179cm。3段。

## 人物
柔道は13歳の時に始めた。2007年の世界団体では3位となった。2008年の北京オリンピックでは初戦で中国の楊秀麗に踵返で敗れると、敗者復活戦でも敗れて7位にとどまった。2010年の世界選手権でも7位だった。2011年の世界選手権では3回戦で敗れた。2012年の アジア選手権では前年に続いて2連覇を果たした。ロンドンオリンピックでは初戦でイギリスのジェマ・ギボンズに有効で敗れた。その後出産などでしばらく休養していたが、2015年から本格的に復帰した。2016年にはアジア選手権で3位になると、地元で開催されたグランプリ・ウランバートルでは優勝した。リオデジャネイロオリンピックでは初戦で敗れた。

## 主な戦績
- 2006年 - 東アジア選手権　3位
- 2006年 - 韓国国際　3位
- 2006年 - アジア大会　3位
- 2006年 - 青島国際　優勝
- 2007年 - 世界団体　3位
- 2008年 - アジア選手権　3位
- 2008年 - ロシア国際　3位
- 2008年 - 北京オリンピック　7位
- 2009年 - アジア選手権　3位(70kg級)
- 2009年 - ユニバーシアード　2位(70kg級)
- 2009年 - ワールドカップ・ウランバートル　3位(70kg級)
- 2009年 - ワールドカップ・スウォン　3位
- 2010年 - グランプリ・デュッセルドルフ　5位
- 2010年 - ワールドカップ・ウランバートル　3位
- 2010年 - 世界選手権　7位
- 2010年 - ワールドカップ・タシュケント　3位
- 2010年 - アジア大会　5位
- 2011年 - グランプリ・デュッセルドルフ　優勝
- 2011年 - ワールドカップ・プラハ　優勝
- 2011年 - アジア選手権　個人戦　優勝　団体戦　2位
- 2011年 - グランドスラム・モスクワ　5位
- 2011年 - ワールドカップ・ウランバートル　優勝
- 2011年 - グランプリ・アブダビ　5位
- 2011年 - グランプリ・アムステルダム　優勝
- 2012年 - ワールドマスターズ　5位
- 2012年 - アジア選手権　個人戦　優勝　団体戦　2位
- 2012年 - グランドスラム・モスクワ　2位
- 2015年 - グランプリ・ウランバートル　5位
- 2016年 - アジア選手権　3位
- 2016年 - グランプリ・ウランバートル　優勝

(出典、JudoInside.com)。
　